# Ingenieurs zonder Grenzen
Ingenieurs zonder Grenzen is een Belgische NGO die internationale samenwerking en technische knowhow aanbiedt in ontwikkelingslanden. In de praktijk komt dat neer op het zenden van een expert die een studie maakt voor een bepaald ingenieursproject. Soms blijven de ingenieurs ook een tijdje ter plaatse.
De organisatie werd gesticht in 1992 door leden van de Koninklijke Vlaamse Ingenieursvereniging (KVIV). Voorbeelden van projecten zijn het maken van een studie voor de bouw van een kraamafdeling in Ethiopië en de installatie van een waternetwerk in Gambia. 
De naam "Ingenieurs zonder Grenzen" wordt ook gebruikt door Ingénieurs sans Frontières - Ingénieurs Assistance Internationale (ISF-IAI, algemeen bekend als ISF België).  Een voorbeeld van een project van deze organisatie is de recyclage van weggeworpen plastic in Kinshasa.
Beide organisaties zijn lid van het Engineers without Borders International-netwerk.